# 宮内輝和
宮内 輝和（みやうち てるかず、1960年7月6日 - ）は、群馬県出身の元レスリング選手、元春日野部屋大相撲力士。最高位は東幕下30枚目（1986年1月場所）。

## 経歴

### レスリング選手時代
足利工業大学付属高等学校を経て、日本大学に入学。大学でもレスリング部に入り、1980年の全日本選手権で男子グレコローマンの100kg以上級で優勝。同年のモスクワオリンピック日本代表に選ばれたが、日本はボイコットしたため、出場できなかった。その後、大学を中退し大相撲に転向。

### 大相撲力士時代
春日野部屋に入門し1981年1月場所に初土俵を踏んだ。同場所では近畿大学を中退し大相撲に飛び込んだ杉野森（後横綱旭富士・現伊勢ヶ浜親方）も初土俵を踏んだ。初戦の対戦相手だったが、杉野森を破って白星でデビューを飾った。1982年3月場所で幕下に上がったが1場所で三段目に落ちた。東三段目66枚目の1983年1月場所11日目、前年7月場所で入門した小錦に初黒星をつけた。小錦は入門以来の連勝が22でストップした。その後は幕下に上がることはあったがほとんど三段目の地位にあった。1992年1月場所限り廃業（引退）。同期の旭富士と引退が同じ場所だった。

### 引退後
引退後は地元群馬県伊勢崎市のアマチュアレスリングクラブのコーチをしている。